# National Provincial Championship (1976-2005)
El National Provincial Championship (NPC) fue la principal liga nacional de rugby, de 1976 a 2005, en Nueva Zelanda. Con la decisión de profesionalizar, fue reemplazado por dos competiciones: la Mitre 10 Cup y el Heartland Championship (Segunda división).

## Historia
Hasta 1976 en el país Kiwi no existió una competición organizada para los mejores jugadores del Mundo, solo se disputaba el Escudo Ranfurly.
Los 26 equipos provinciales fueron distribuidos: los 11 mejores en la Primera División y los restantes 15 en la Segunda división que se dividió en Isla Norte e Isla Sur. Auckland fue el equipo más exitoso en el campeonato NPC, habiendo ganado 15 de las 30 series.
En 1992 se introdujeron semifinales y una final para determinar el campeón en cada división; anteriormente, se había utilizado un sistema de liga.
El último cambio fue en 1998, cuando el número de equipos en cada división se cambió a 10 en la División Uno, 9 en la División Dos y 8 en la División Tres. Tener un número par de equipos en la División Uno eliminó la necesidad de despedidas. A partir de ese año, se terminó la promoción / el descenso automático entre las dos divisiones principales. En su lugar, el ganador de la División Dos jugó un partido de promoción-descenso contra el club de abajo en la División Uno para determinar si los clubes cambiarían de lugar. Hasta el 2002, este partido fue organizado por el equipo inferior en la División Uno, pero el sitio fue cambiado en 2003 al campo local del campeón de la División Dos.

### Internacional
En 1986 la NRZ y la Australian Rugby Union crearon el torneo internacional de clubes: South Pacific Championship. La National Provincial Championship sirvió entonces como clasificadora; los tres primeros equipos de cada temporada, representaban al país. En 1993 se hizo lo mismo con el Súper 10 que integró a Sudáfrica.
En 1995 con la creación de la Sanzaar y la fundación del Súper Rugby, se crearon las 5 franquicias kiwi para que participen en el nuevo torneo continental. Las Provincias desde entonces sirven como base formativa de los mejores jugadores del país, que buscan ser contratados por las franquicias y así lograr un lugar en los All Blacks.

## Formato
Inicialmente, la División Uno estaba formada por 11 equipos, 7 de la Isla Norte y 4 del Sur.
En 1980, hubo un cambio de formato. No hubo descenso automático para ningún equipo de la División Uno. En cambio, los equipos ganadores de la División Dos (1 por cada isla) jugaron entre sí para determinar quién disputaba la promoción contra el último de la Primera División.

### Segunda división
Los restantes disputaron una División Dos dividida, con equipos de cada isla jugando entre ellos. El equipo de la División Uno de la parte inferior de la Isla del Sur jugó con el ganador de la División Dos del Sur para determinar si cambiaron las divisiones, mientras que el equipo de la Primera División de la Isla del Norte que se encuentra en la parte inferior fue automáticamente relegado, cambiando de lugar con el ganador de la División Dos del Norte.

### Tercera división
En 1985 la Segunda división fue unificada y se creó una Tercera división. Los equipos ubicados arriba y abajo en cada división fueron promovidos y relegados automáticamente cada año. En 1992, tres equipos de la División Uno fueron relegados, por lo que había 9 equipos en cada división.

## Campeones
| - 1976 - Bay of Plenty - 1977 - Canterbury - 1978 - Wellington - 1979 - Counties - 1980 - Manawatu - 1981 - Wellington - 1982 - Auckland - 1983 - Canterbury | - 1984 - Auckland - 1985 - Auckland - 1986 - Wellington - 1987 - Auckland - 1988 - Auckland - 1989 - Auckland - 1990 - Auckland - 1991 - Otago | - 1992 - Waikato - 1993 - Auckland - 1994 - Auckland - 1995 - Auckland - 1996 - Auckland - 1997 - Canterbury - 1998 - Otago - 1999 - Auckland | - 2000 - Wellington - 2001 - Canterbury - 2002 - Auckland - 2003 - Auckland - 2004 - Canterbury - 2005 - Auckland |

### Palmarés
| Títulos | Campeón                   | Campeonatos                                                                                |
| ------- | ------------------------- | ------------------------------------------------------------------------------------------ |
| 15      | Auckland                  | 1982, 1984, 1985, 1987, 1988, 1989, 1990, 1993, 1994, 1995, 1996, 1999, 2002, 2003 y 2005. |
| 5       | Canterbury                | 1977, 1983, 1997, 2001 y 2004.                                                             |
| 4       | Wellington Lions          | 1978, 1981, 1986 y 2000.                                                                   |
| 2       | Otago Razorbacks          | 1991 y 1998.                                                                               |
| 1       | Bay of Plenty Steamers    | 1976.                                                                                      |
| 1       | Counties Manukau Steelers | 1979.                                                                                      |
| 1       | Manawatu Turbos           | 1980.                                                                                      |
| 1       | Waikato Mooloos           | 1992.                                                                                      |

## Segunda División
| - 1976 - Taranaki y South Canterbury - 1977 - North Auckland y South Canterbury - 1978 - Bay of Plenty y Marlborough - 1979 - Hawke´s Bay y Marlborough - 1980 - Waikato - 1981 - Wairarapa Bush - 1982 - Taranaki - 1983 - Mid Canterbury - 1984 - Southland - 1985 - Taranaki | - 1986 - Waikato - 1987 - North Harbour - 1988 - Hawke's Bay - 1989 - Southland - 1990 - Hawke's Bay - 1991 - King Country - 1992 - Taranaki - 1993 - Counties Manukau - 1994 - Southland - 1995 - Taranaki | - 1996 - Southland - 1997 - Northland - 1998 - Central Vikings - 1999 - Nelson Bays - 2000 - Bay of Plenty - 2001 - Hawke's Bay - 2002 - Hawke's Bay - 2003 - Hawke's Bay - 2004 - Nelson Bays - 2005 - Hawke's Bay |

## Tercera División
| - 1985 - North Harbour - 1986 - South Canterbury - 1987 - Poverty Bay - 1988 - Thames Valley - 1989 - Wanganui - 1990 - Thames Valley - 1991 - South Canterbury | - 1992 - Nelson Bays - 1993 - Horowhenua-Kapiti - 1994 - Mid Canterbury - 1995 - Thames Valley - 1996 - Wanganui - 1997 - Marlborough - 1998 - Mid Canterbury | - 1999 - East Coast - 2000 - East Coast - 2001 - South Canterbury - 2002 - North Otago - 2003 - Wanganui - 2004 - Poverty Bay - 2005 - Wairarapa Bush |